# جيسيكا سالازار (دراجة)
جيسيكا سالازار (بالإسبانية: Jessica Salazar) هي دراجة مكسيكية، ولدت في 21 سبتمبر 1995 في غوادالاخارا في المكسيك.

## وصلات خارجية
- جيسيكا سالازار على موقع أرشيف الدراجات (الإنجليزية)
- جيسيكا سالازار على موقع أوليمبيديا (الإنجليزية)